# Partido Socialista de los Trabajadores (Estados Unidos)
El Partido Socialista de los Trabajadores (en inglés: Socialist Workers Party o SWP) es un partido político de extrema izquierda de los Estados Unidos, fundado en 1938 por exmilitantes de la Liga Comunista de América. El SWP es miembro de la Tendencia Pathfinder, un grupo de organizaciones trotskistas que apoya a la Revolución cubana y al Partido Comunista de Cuba. El órgano de expresión del SWP es el periódico obrero The Militant, creado en 1928.

## Historia

### Communist League of America
El Socialist Workers Party (EE. UU.) tiene sus orígenes en la antigua Communist League of America (CLA), fundada en 1928 por miembros del Communist Party of the United States of America (CPUSA) expulsados por apoyar al líder comunista ruso Leon Trotsky contra Iósif Stalin. Concentrada casi exclusivamente en las ciudades de Nueva York y Minneapolis. En 1929, la CLA no tenía más de 100 adherentes. Después de cinco años de trabajo de propaganda, la CLA seguía siendo una organización pequeña, con una membresía de alrededor de 200 y muy poca influencia.
El ascenso del fascismo en la Alemania nazi y el fracaso de la izquierda comunista y socialdemócrata para detener su ascenso crearon una situación en la que los partidos radicales de todo el mundo reexaminaron sus prioridades y buscaron mecanismos para construir una acción unida.
En ese contexto, en diciembre de 1933, un grupo disidente trotskista llamado Communist League of Struggle (CLS - Liga Comunista de Lucha), encabezada por el exlíder de la sección juvenil del Partido Socialista Albert Weisbord y su esposa Vera Buch, se acercó a Norman Thomas del Socialist Party of America en busca de un frente único.
Esta sugerencia fue descartada como un "nonsense" por Clarence Senior, el Secretario Ejecutivo del Socialist Party, pero la semilla de la idea de la acción conjunta había sido plantada.

### Entrismo
Ver: Entrismo
A principios de 1934, algunos trotskistas franceses de la Liga Comunista concibieron la idea de ingresar en la Sección Francesa de la Internacional Obrera (SFIO).
El grupo retuvo su identidad como una organización faccional dentro de la SFIO y construyó una base entre la sección juvenil del partido, continuando su actividad hasta que la acción del frente popular entre la SFIO y el Parti Communiste Français hizo insostenible su posición.
Esta táctica de "ingresar" a los partidos socialdemócratas más grandes de cada país, respaldada por el propio Trotsky, se conoció como el "giro francés" y fue replicado por varios partidos trotskistas alrededor del mundo.
Volviendo al contexto americano, en 1934, la Communist League of America se fusionó con el American Workers Party, dirigido por Abraham Johannes Muste, formando el Workers Party of the United States.
A lo largo de 1935, el Workers Party of the United States estuvo profundamente dividido por la táctica de "entrismo" y un amargo debate barrió la organización. Finalmente, la facción mayoritaria, dirigida por Jim Cannon, Max Shachtman y James Burnham logró hacer prevalecer su posición y el Workers Party decidió ingresar al Socialist Party of America, aunque una facción minoritaria encabezada por Hugo Oehler se negó a aceptar este resultado y se separó de la organización.
El propio Partido Socialista estaba acosado por desacuerdos entre facciones. La facción Militante de izquierda del partido buscó expandir la organización en un "partido todo incluido", invitando a miembros de los movimientos Lovestone (grupo liderado por Jay Lovestone, que estaba alineado con la oposición de derecha) y trotskista, así como a individuos radicales como el primer paso para hacer del Partido Socialista un partido de masas.
Aunque no hubo entradas masivas en este momento, varios opositores radicales se abrieron paso en el partido, incluido: Benjamin Gitlow (exlíder del Partido Comunista), Herbert Zam (líder juvenil y ex partidario de Jay Lovestone) y Albert  Goldman (abogado y activista del American Workers Party).
En este momento Goldman se asoció con Ernest Erber para publicar The Socialist Appeal, un periódico en Chicago con una orientación trotskista, que luego serviría como el órgano de los trotskistas dentro del Partido Socialista.
En enero de 1936, justo cuando el Comité Ejecutivo Nacional del Partido Socialista expulsaba a la Vieja Guardia por su organización faccional y supuesta "violación de la disciplina del partido", James Cannon y su facción ganaron su batalla interna en el Partido de los Trabajadores para unirse al Partido Socialista.
Las negociaciones comenzaron con la dirección del Partido Socialista, y las admisiones finalmente se realizaron sobre la base de solicitudes individuales de membresía en lugar de la admisión del Partido de los Trabajadores y sus aproximadamente 2.000 miembros como grupo.
El 6 de junio de 1936, el semanario del Partido de los Trabajadores, The New Militant, publicó su último número y anunció "El Partido de los Trabajadores llama a todos los trabajadores revolucionarios a unirse al Partido Socialista".
Aunque el líder del partido, Jim Cannon, insinuó más tarde que la entrada de los trotskistas en el Partido Socialista había sido una táctica artificial destinada a robar "confundidos jóvenes socialistas de izquierda" para su propia organización, parecía que en sus inicios la táctica de entrada estaba hecha de buena fe.
La historiadora Constance Myers señala que si bien "los pronósticos iniciales para la unión de trotskistas y socialistas eran favorables", fue solo más tarde cuando "el contacto constante y prolongado hizo que afloraran las diferencias". Los trotskistas mantuvieron una orientación común con el Partido Socialista radicalizado en suya:
- oposición a la guerra europea;
- preferencia por el sindicalismo de ramo y el Congress of Industrial Organizations (CIO - central sindical norteamericana), en oposición al sindicalismo de la American Federation of Labor (AFL - otra central sindical norteamericana);
- apuesta por el activismo sindical; y
- defensa de la Unión Soviética como primer estado obrero manteniendo al mismo tiempo una antipatía hacia el gobierno de Stalin.[10]

Cannon fue a Tujunga, un suburbio de Los Ángeles (California), para establecer el periódico: Labor Action, dirigido a sindicalistas y miembros del Partido Socialista y con el objetivo de ganárselos a las opiniones trotskistas, mientras que Shachtman y Burnham manejaban la mayor parte de las actividades de la facción en Nueva York.
En 1936, Norman Thomas atrajo casi 188.000 votos en su candidatura a Presidente de los Estados Unidos (ver: Elecciones presidenciales de Estados Unidos de 1936), pero tuvo un desempeño deficiente en los bastiones históricos del partido. Además, la membresía del partido había comenzado a declinar.
La organización estaba profundamente dividida en facciones, con la facción Militante dividida en facciones de derecha ("Altmanite"), centro ("Clarity") e izquierda ("Appeal"), además de los pacifistas radicales liderados por Thomas. Se planeó una convención especial para la última semana de marzo de 1937 para establecer la política futura del partido, inicialmente pensada como una reunión "secreta" sin precedentes.

### Separación del Partido Socialista de América
Antes de la convención de marzo, la facción Trotskist Socialist Appeal realizó una reunión organizativa propia en Chicago, con 93 delegados reunidos del 20 al 22 de febrero de 1937. La reunión organizó la facción de forma permanente, eligiendo un Comité Ejecutivo Nacional de 5 miembros para "coordinar el trabajo de las sucursales" y "formular políticas del Appeal". Asistieron dos delegados de la facción Clarity.
Durante la reunión, James Burnham atacó enérgicamente a la Internacional Obrera y Socialista, la organización internacional de partidos de izquierda a la que pertenecía el Partido Socialista y aumentó la tensión en este sentido entre los trotskistas.
La acción unida entre los grupos Clarity y Appeal no se produjo y se llevó a cabo una reunión de emergencia de Vincent Dunne y Cannon en Nueva York con los líderes de las diversas facciones, incluidos Thomas, Jack Altman y Gus Tyler de Clarity. En esta reunión, Thomas prometió que la próxima convención no haría ningún esfuerzo por eliminar los periódicos de las distintas facciones.
No hubo acción para expulsar a la facción Trotskyist Appeal, pero la presión siguió aumentando en este sentido, incitada por las denuncias cada vez más vehementes del Partido Comunista contra Trotsky y sus seguidores como saboteadores y agentes del fascismo internacional.
En ese contexto, la convención aprobó una prohibición de futuras resoluciones de la rama sobre asuntos controvertidos, un esfuerzo por controlar las actividades de las facciones a nivel local. También prohibió los periódicos de las facciones y, en su lugar, estableció un órgano nacional.
Constance Myers indica que tres factores llevaron a la expulsión de los trotskistas del Partido Socialista en 1937:
1. la divergencia entre los socialistas oficiales y la facción trotskista sobre varios temas;
2. la determinación del ala de los militantes de Altman de expulsar a los trotskistas; y
3. la propia decisión de Trotsky de avanzar hacia una ruptura con el partido.[16]

Trotsky reconoció que la facción Clarity había optado por apoyar a los altmanistas y al grupo Thomas y recomendó que el grupo Appeal se centrara en los desacuerdos sobre España para provocar una escisión. Al mismo tiempo, Thomas, recién regresado de España, había llegado a la conclusión de que los trotskistas se habían unido al Partido Socialista no para fortalecerlo, sino para capturarlo para sus propios fines.
El 24 y 25 de junio de 1937, una reunión del Comité Ejecutivo Nacional de la facción Appeal votó para intensificar la retórica contra el American Labor Party y Fiorello LaGuardia, el candidato republicano a la alcaldía de Nueva York (favorito para muchos en las filas socialistas), y para restablecer su periódico: The Socialist Appeal.
Esto fue respondido con expulsiones del partido a partir del 9 de agosto con una reunión general del Comité Central del Local de Nueva York, que expulsó a 52 trotskistas de Nueva York con una votación de 48 a 2 (con 18 abstenciones) y ordenó que 70 más fueran expulsados. Siguieron expulsiones masivas, con una sección importante de la Liga Socialista de Jóvenes (Young People's Socialist League - YPSL) saliendo del partido con los trotskistas.
Los aproximadamente 1.000 trotskistas, que ingresaron al Partido Socialista en 1936, salieron, en el verano de 1937, con otros 1.000 engrosando sus filas.
El 31 de diciembre de 1937, los representantes de esta facción se reunieron en Chicago para establecer una nueva organización política: el Socialist Workers Party.

### Formación del Socialist Workers Party
La edición del 2 de octubre de 1937 de Socialist Appeal incluyó una convocatoria de convención de la llamada "izquierda" a "Todos los locales y ramas del Partido Socialista", acusando al Comité Ejecutivo Nacional (CEN) del partido de haber "traicionado los principios del socialismo", al retirar al candidato del partido a la alcaldía de Nueva York a favor de LaGuardia y por haber ordenado "la expulsión burocrática de todos los miembros revolucionarios del partido que se opongan y obstaculicen esta política de entrega".
Cuatro comités estatales del Partido Socialista, el Comité Ejecutivo Nacional de la YPSL y las organizaciones organizadas de izquierda de Chicago y Nueva York convocaron una convención, originalmente programada para el fin de semana de Acción de Gracias, del 25 al 28 de noviembre, en Chicago, pero pronto se pospuso hasta el 31 de diciembre, "a fin de proporcionar tiempo suficiente para que los miembros discutan" cuestiones importantes.
En diciembre de 1937, el Comité Organizador de la Convención publicó una agenda que nombraba a Cannon como el reportero principal sobre la cuestión sindical, Shachtman sobre la Resolución rusa, Goldman sobre la Resolución española, el canadiense Maurice Spector sobre la Resolución internacional, Burnham sobre la Declaración de Principios de la nueva organización y Abern sobre Organización y Constitución del Partido. La reunión debía concluir con la elección de un nuevo Comité Nacional.
El 31 de diciembre, más de 100 delegados regulares y fraternos se reunieron en Chicago, donde fueron recibidos por un discurso de bienvenida pronunciado por el líder de Chicago, Albert Goldman, abogado laboralista. Como editor de la revista teórica en curso del movimiento trotskista: The New International, Shachtman entregó el primer informe oficial a la reunión, que trata sobre la situación política en los Estados Unidos. Él declaró:
Es completamente inconcebible que el imperialismo estadounidense pueda lograr resistir las tendencias inexorables que lo están empujando hacia el vórtice de la próxima guerra mundial.
Si la clase obrera no puede evitar el estallido de la guerra, y Estados Unidos entra directamente en ella, nuestro partido permanece comprometido con la posición tradicional del marxismo revolucionario.
Utilizará la crisis del dominio capitalista engendrada por la guerra para proseguir la lucha de clases con la mayor intransigencia, para fortalecer los movimientos obreros y revolucionarios independientes, y para poner fin a la guerra mediante el derrocamiento revolucionario del capitalismo y el establecimiento de una dictadura del proletariado en forma de estado obrero.
La convención dedicó un día completo a la discusión de los problemas del movimiento laboral y el papel de la nueva organización en los sindicatos, con Cannon entregando el informe principal. Mientras criticaba el "papel reaccionario que ha desempeñado la dirección de la AFL", Cannon declaró que "nuestro partido... adopta una posición clara a favor de la unificación más rápida y completa posible de la AFL y el CIO, y también de las hasta ahora no afiliadas Cofradías Ferroviarias".

### Escisión de 1940
La escisión de 1940 en el Socialist Workers Party (SWP) siguió a un debate fraccional interno sobre el gobierno interno del partido, la naturaleza de clase del estado ruso y la filosofía marxista y otras cuestiones. El SWP experimentó muchos otros conflictos entre facciones y escisiones en su historia, pero este fue el más grande y presagió muchas características de los que vendrían.
La facción mayoritaria, encabezada por Cannon, apoyó la posición de Trotsky de que la Unión Soviética seguía siendo un "estado obrero" y debería ser apoyada en cualquier guerra con los estados capitalistas, a pesar de su oposición al gobierno de Stalin. La facción minoritaria, encabezada por Shachtman, sostuvo que la Unión Soviética no debería ser apoyada en su guerra con Finlandia. Uno de sus líderes, James Burnham, sostuvo además que la Unión Soviética había degenerado tanto que no merecía defensa alguna. Al igual que este debate, la mayoría de las disputas entre facciones posteriores dentro del SWP se centraron en diferentes actitudes hacia las revoluciones en otros países.
La facción de la oposición alegó que el liderazgo del SWP de Cannon era "conservador burocrático" y exigió el derecho a sus propias publicaciones para expresar sus puntos de vista fuera del partido. La facción mayoritaria dijo que esto era contrario al concepto de centralismo democrático de Lenin y que los desacuerdos dentro del SWP deberían debatirse solo internamente.
Desacuerdos similares sobre el gobierno interno del SWP han surgido en la mayoría de las luchas de facciones posteriores, y la mayoría de las facciones de oposición posteriores plantearon demandas y acusaciones similares. A pesar de esto, la mayoría de estas facciones posteriores afirmaron descender políticamente de Cannon y la mayoría del SWP, no de facciones de oposición anteriores y partidos disidentes.
La facción minoritaria dirigida por Shachtman finalmente se separó de casi el 40% de los miembros del partido y el 80% de su organización juvenil, la Liga Socialista de Jóvenes (Young People's Socialist League), formando el Partido de los Trabajadores.

### Segunda Guerra Mundial
Varios miembros fueron encarcelados bajo la Ley Smith de 1941 (que establece sanciones penales por abogar por el derrocamiento del Gobierno federal de los Estados Unidos por la fuerza o la violencia, y requiere que todos los residentes adultos no ciudadanos se registren en el Gobierno federal), bajo la administración de Franklin D. Roosevelt, incluido Cannon (ver Juicios de la Ley Smith ).
Entre los encarcelados se encontraban los principales líderes nacionales del SWP y los miembros más destacados de la Hermandad Internacional de Camioneros. Con la decisión de Roosevelt de aumentar el poder del FBI durante este tiempo, los arrestos se realizaron rápidamente.
El partido puso en práctica la llamada Política Militar Proletaria de oponerse políticamente a la guerra mientras intentaba transformar lo que veían como una guerra imperialista en una guerra civil. El partido perdió a varios de sus miembros mientras navegaba en convoyes extremadamente peligrosos hacia Murmansk. Los problemas causados por el encarcelamiento de algunos líderes experimentados y el alistamiento de muchos otros en las fuerzas armadas significaron que la dirección editorial de The Militant (periódico oficial del partido) pasó por varias manos durante la guerra.
El SWP participó activamente en el apoyo a las huelgas laborales que ocurrieron a pesar de la "promesa de no huelga" durante la guerra y las protestas contra la discriminación racista durante la guerra, como el Movimiento de la Marcha sobre Washington de A. Philip Randolph, que tenía como objetivos: presionar al gobierno de los Estados Unidos para abolir la segregación racial en las fuerzas armadas y proporcionar oportunidades de trabajo justas para los afroamericanos.
La Oficina de Correos se negó a enviar por correo algunas ediciones de The Militant y amenazó con cancelar su permiso de envío postal de tercera clase, citando objeciones a sus artículos que pedían el derrocamiento violento del gobierno. El SWP dijo que estaba siendo perseguido por oponerse a la discriminación racista.

### Años de posguerra
Después de la guerra, tanto el SWP como la Cuarta Internacional esperaban que hubiera una ola de luchas revolucionarias como las que acompañaron el final de la guerra anterior. De hecho, ocurrieron revoluciones en Yugoslavia, Albania, Corea y China, para nombrar solo aquellas que resultaron en el derrocamiento del capitalismo, pero contrariamente a las expectativas trotskistas, fueron encabezadas por partidos "estalinistas " orientados hacia Moscú.
La ola de huelgas más grande en la historia de los Estados Unidos, que involucró a más de cinco millones de trabajadores, ocurrió con el final de la guerra y la promesa de muchos líderes sindicales en tiempos de guerra de no hacer huelgas durante la duración, pero esto no significaba que no hubiera muchas huelgas durante la guerra, ya que hubo muchas huelgas salvajes durante este período, así como las huelgas convocadas oficialmente por "Trabajadores Mineros Unidos de América". También hubo protestas de soldados exigiendo una rápida desmovilización después del final de la guerra, a veces llamado movimiento de regreso a casa. La participación del SWP en este levantamiento condujo a un breve período de rápido crecimiento para el SWP inmediatamente después de la guerra.
El final de la guerra también vio la reorganización de la Cuarta Internacional en la que el SWP desempeñó un papel importante. Como parte de este proceso, se tomaron medidas para cerrar la brecha con los partidarios de Shachtman en el Partido de los Trabajadores y para que los dos grupos se fusionaran. Esto finalmente quedó en nada, pero algunos miembros del SWP que apoyaban las opiniones de Felix Morrow y Albert Goldman se sintieron insatisfechos con lo que vieron como la actitud ultraizquierdista del SWP hacia las políticas revolucionarias. Eventualmente, abandonaron el SWP en un estado de desmoralización y algunos se unieron al Partido de los Trabajadores.
Mientras tanto, una facción dentro del Partido de los Trabajadores llamada Johnson-Forest Tendency, llamada así por CLR James (conocido como Johnson) y Raya Dunayevskaya (Forest), estaba impaciente con la cautela del Partido de los Trabajadores y sintió que la situación podría convertirse rápidamente en prerrevolucionaria. Esto los llevó, en 1947, a dejar el Partido de los Trabajadores y reincorporarse al SWP en 1947. Esta tendencia se había alejado más del "trotskismo ortodoxo" del SWP, produciendo tensión. Por ejemplo, continuaron manteniendo la posición de que la Unión Soviética era una sociedad "capitalista de estado".
Para 1951, su presencia en el SWP era cada vez más anómala y la mayoría se fue para formar el Comité de Publicación por Correspondencia.. Dunayevskaya y sus partidarios eventualmente formaron los Comités de Noticias y Cartas en 1955 después de separarse de James, quien fue deportado de los Estados Unidos a Gran Bretaña, donde continuó asesorando al Comité de Publicación por Correspondencia, que se dividió nuevamente en 1962, y los leales a James tomaron el nombre Enfrentando la Realidad.

### Período de la Guerra Fría
La breve ola de disturbios laborales de la posguerra dio paso al conservadurismo de la década de 1950, la reforma de los sindicatos anteriormente radicales y el macartismo. El intento del SWP de entrismo en el creciente movimiento por los derechos civiles, que continuó ininterrumpidamente después de la Segunda Guerra Mundial, no pudo compensar por completo estas tendencias y el SWP experimentó un período de declive y aislamiento.
El partido también tuvo varias escisiones durante estos años. Uno vio la salida de la facción de Bert Cochran y Clarke, que apoyó algunas de las posiciones de Michel Pablo (ver: Escisión de 1953 de la Cuarta Internacional) para formar la Unión Socialista Estadounidense, que duró hasta 1959.
La siguiente escisión, más pequeña, fue la de la facción Global Class War, dirigida por Sam Marcy, que pidió apoyo dentro del SWP para la candidatura presidencial del Partido Progresista de Henry A. Wallace en 1948 (ver: Elecciones presidenciales de Estados Unidos de 1948) y consideró a Mao Zedong como un líder revolucionario. En 1958, esta facción acabó abandonando el SWP tras apoyar la represión de la Revolución Húngara de 1956, posición contraria a la del SWP y otras tendencias trotskistas. Luego pasó a formar el Workers World Party.
Mientras tanto, a lo largo de la década de 1950 y hasta la década de 1960, los miembros restantes del SWP se aferraron a sus creencias firmemente arraigadas y envejecieron. En consecuencia, la membresía del partido se redujo durante estos años desde un máximo de posguerra en 1948 hasta que la marea comenzó a cambiar a principios de la década de 1960.
La Revolución Cubana marcó un cambio en la dirección política del SWP al embarcarse en un "trabajo solidario" procastrista a través del Comité Fair Play for Cuba (Comité Juego Limpio para Cuba). El resultado fue una pequeña acumulación de jóvenes en las filas del partido.
En el mismo período, Murry Weiss, líder del SWP desde hace mucho tiempo, ganó otro grupo de jóvenes de los Shachtmanitas cuando se unieron al Socialist Party of America. Muchos de los nuevos reclutas procedían del movimiento estudiantil, a diferencia de los que habían liderado el partido desde la década de 1930; como resultado, la cultura interna del partido comenzó a cambiar.

### Década de 1960
A pesar de las crecientes señales de un fin al aislamiento que el grupo soportó durante el período macarthista, a principios de la década de 1960, se produjo una nueva escisión. Dentro del partido se desarrollaron varios pequeños grupos de oposición. Uno de los temas clave fue la Revolución Cubana y la respuesta del SWP a ella. Cannon y otros líderes del SWP, como Joseph Hansen, vieron a Cuba cualitativamente diferente de los estados estalinistas de Europa del Este.
Su análisis los acercó de las posiciones defendidas por el Secretariado Internacional de la Cuarta Internacional (SI-CI), del cual el SWP se había separado en 1953 (ver: Escisión de 1953 (Cuarta Internacional)). El SWP negoció con éxito una reunificación del IS-CI y de la mayoría de los miembros del Comité Internacional de la Cuarta Internacional, lo que condujo, en 1963, a la creación del Secretariado Unificado de la Cuarta Internacional. Dos secciones del CICI, incluida la Liga Laboral Socialista de Gerry Healy , rechazaron la fusión y se volvieron contra la dirección del SWP, trabajando con opositores dentro del partido.
La facción más importante que se oponía a la nueva línea del liderazgo del SWP era la Revolutionary Tendency (RT), dirigida por James Robertson y Tim Wohlforth, que rechazaba la "capitulación" del SWP ante el pablismo y se oponía a unirse al SI-FI. Fue crítico con el gobierno de Fidel Castro, argumentando que Cuba seguía siendo un "estado obrero deformado". Sin embargo, se desarrolló una división dentro de esta facción entre grupos encabezados por los dos hombres. No obstante, tanto la RT como la Reorganized Minority Tendency fueron expulsadas del SWP y formaron la Spartacist League (dirigida por James Robertson) y el American Committee for the Fourth International (dirigido por Tim Wohlforth), y este último se alineó con el CI-CI.
Posteriormente, en 1966, la rama de Seattle también se fue para fundar el Freedom Socialist Party después de protestar por la supuesta supresión de la democracia interna, al igual que Murray y Myra Tanner Weiss.
Durante la década de 1960, el SWP apoyó tanto el movimiento por los derechos civiles como el movimiento nacionalista negro. En particular, elogió la militancia del líder nacionalista negro Malcolm X, quien a su vez habló en los foros públicos del SWP y concedió una entrevista a la revista Young Socialist. Después de su asesinato, en 1965, el SWP tuvo un éxito limitado en formar alianzas con sus seguidores y otros nacionalistas negros. Pero estos movimientos fueron parte de la radicalización que ayudó al crecimiento del SWP.
El SWP proporcionó una ideología política para los afroamericanos que buscaban la igualdad a principios del siglo XX. Los nacionalistas negros estaban a favor de la política y las ideas socialistas. Durante la década de 1960, el SWP había comenzado a seleccionar candidatos afroamericanos en su boleta presidencial. El SWP esperaba cambiar los valores estadounidenses y garantizar que todos los ciudadanos tuvieran los mismos derechos ante la ley. "Muchos nacionalistas negros recurrieron al Socialist Workers Party porque el SWP propuso que sus miembros negros colaboraran con otros afroamericanos militantes", según un grupo de historiadores que estudian el servicio público de los afroamericanos. El SWP expandió las ideas del nacionalismo a los afroamericanos y posiblemente expandió el nacionalismo negro durante generaciones.
Como todos los grupos de izquierda, el SWP creció durante la década de 1960 y experimentó un crecimiento particularmente rápido a principios de la década de 1970. Gran parte de esto se debió a su participación en muchas de las campañas y manifestaciones contra la Guerra de Vietnam. El SWP abogó por que el movimiento contra la guerra debería pedir la retirada inmediata de todas las tropas estadounidenses y centrarse en organizar grandes manifestaciones legales para esta demanda. Fue reconocido por amigos y enemigos por igual como un factor importante que influyó en la dirección del movimiento contra la guerra en este sentido. Uno de los líderes del movimiento contra la guerra en este momento, junto con Dave Dellinger y muchos otros, fue Fred Halstead, un veterano de la Segunda Guerra Mundial y exlíder del sindicato de trabajadores de la confección en la ciudad de Nueva York. Halstead fue el candidato del SWP en las Elecciones presidenciales de Estados Unidos de 1968 y visitó al Vietnam en esa capacidad.
El SWP también fue cada vez más enfático en su defensa del gobierno de Fidel Castro. Un nuevo liderazgo encabezado por Jack Barnes (quien se convirtió en secretario nacional en 1972) hizo de la identificación con Cuba una parte cada vez mayor de la política del SWP a lo largo de la década de 1970.
El partido también publicó muchas de las obras de Trotsky en estos años a través de su editorial: Pathfinder Press. No solo se reimprimieron los escritos más conocidos, muchos por primera vez desde la década de 1930, sino que se recopilaron e imprimieron otros artículos y cartas más oscuros para una audiencia más amplia que cuando se distribuyeron por primera vez.
La expansión de la prensa también permitió que el SWP albergara la Intercontinental Press , la revista del Secretariado Unificado de la Cuarta Internacional que, en 1969, se mudó de París a Nueva York, que luego se fusionó con la Inprecor.

### Década de 1970 y nuevo liderazgo
El crecimiento de la militancia obrera a principios de la década de 1970 afectó al SWP y dentro de él se desarrollaron corrientes que instaban a una reorientación del partido hacia esta militancia. Una de esas corrientes fue la Proletarian Orientation Tendency, que incluía a Larry Trainor, y finalmente se disolvió.
Las tensiones internacionales se desarrollaron aún más cuando el SWP y sus co-pensadores establecieron, en 1973, la Tendencia Trotskista Leninista para contribuir al debate debate en el seno del Secretariado Unificado de la Cuarta Internacional (SU-CI) (ver: Congreso de 1974). La Tendencia Trotskista Leninista abogó por una reversión de la orientación favorable a las guerras de guerrillas latinoamericanas adoptada en el Noveno Congreso Mundial del SU-CI.
Por otro lado, en 1974, se desarrolló la Internationalist Tendency (IT), que estuvo de acuerdo con la defensa de la guerra de guerrillas como una "táctica a escala continental" en América Latina (ver: Congreso de 1969 del SU-CI). Pero a pesar de las tensiones entre el SWP y el SU-CI, cuando el SWP expulsó a la IT, el SU-CI se negó a ponerse del lado de la TI. En 1974, el SWP expulsó a 115 miembros de la IT, la escisión más grande desde 1953. La IT se desintegró en los meses siguientes, y algunos de sus seguidores encontraron el camino de regreso al SWP.
Este período fue el pico del crecimiento y la influencia del SWP. El partido continuó su participación en el movimiento contra la Guerra de Vietnam, que alcanzó su punto máximo en 1970-1971. El SWP también apoyó el nacionalismo chicano, incluido el Raza Unida Party. Ayudó a organizar protestas exigiendo el aborto legal apoyando a la Women's National Abortion Action Coalition.
Con el declive de estos movimientos entre mediados y fines de la década de 1970 y el final de la radicalización juvenil de las décadas de 1960 y 1970, la membresía y la influencia del SWP declinaron.
En 1978, la dirección del SWP decidió que la tarea clave era que los miembros del partido hicieran un giro hacia la industria. Este giro implicó que los miembros del partido obtuvieran trabajos en industrias de cuello azul en preparación para, proyectó el liderazgo del SWP, aumentar las luchas de masas. La huelga de los mineros del carbón de 1977-1978 y desarrollos como Steelworkers Fight Back fueron algunos de los eventos señalados para defender este cambio de política. Los miembros del partido buscaron conseguir trabajo en los mismos lugares de trabajo para trabajar como "fracciones" organizadas, realizando "trabajo político comunista" y actividad sindical.
Como resultado, a muchos miembros se les pidió que se mudaran y cambiaran de trabajo, a menudo fuera de carreras establecidas y en trabajos mal pagados en pueblos pequeños. Muchos de los miembros más antiguos con experiencia en sindicatos resistieron este "programa de colonización", que alteró su rutina establecida en los sindicatos, al igual que algunos de los miembros más jóvenes.

## Secretarios nacionales del SWP
| Nombre (Nacimiento-muerte) | Nombre (Nacimiento-muerte)  | Imagen | Período en el cargo | Período en el cargo |
| Nombre (Nacimiento-muerte) | Nombre (Nacimiento-muerte)  | Imagen | Inicio              | Final               |
| -------------------------- | --------------------------- | ------ | ------------------- | ------------------- |
|                            | James P. Cannon (1890-1974) |        | 1938                | 1953                |
|                            | Farrell Dobbs (1907-1983)   |        | 1953                | 1972                |
|                            | Jack Barnes (1940-)         |        | 1972                | Actualidad          |

## Resultado electoral

### Elecciones presidenciales
El SWP ha presentado candidatos a la presidencia desde 1948. Recibió su mayor número de votos en 1976, cuando su candidato Peter Camejo obtuvo 90,310 votos.
|  | 0.01 % |

|  | 0.01 % |

|  | 0.01 % |

|  | 0.06 % |

|  | 0.05 % |

|  | 0.05 % |

|  | 0.09 % |

|  | 0.11 % |

|  | 0.05 % |

|  | 0.02 % |

|  | 0.02 % |

|  | 0.02 % |

|  | 0.01 % |

|  | 0.01 % |

|  | 0.01 % |

|  | 0.00 % |

|  | 0.00 % |

|  | 0.01 % |

|  | 0.00 % |

|  | 0.00 % |